# 신철원고등학교
신철원고등학교(新鐵原高等學校)는 대한민국 강원특별자치도 철원군 갈말읍 지포리에 있는 공립 고등학교이다.

## 학교 연혁
- 1957년 5월 20일 : 신철원농업고등학교 설립 인가 (농업과 3학급)
- 1960년 2월 6일 : 제1회 졸업식(12명)
- 1973년 3월 1일 : 신철원종합고등학교로 교명 변경
- 2003년 3월 1일 : 신철원고등학교로 교명 변경
- 2007년 3월 1일 : 특수학급 설립 인가
- 2009년 8월 4일 : 교육과정 혁신학교(A형) 선정
- 2009년 10월 22일 : 기숙형고등학교 선정
- 2013년 2월 28일 : 정보처리과 폐지
- 2015년 2월 28일 : 산업기계과 폐지(순수 인문계고로 전환)
- 2022년 1월 25일 : 일반고 고교학점제 선도학교 선정(2022~2024, 3년)
- 2023년 12월 29일 : 제65회 졸업식(81명, 총 9,535명)
- 2024년 3월 1일 : 제23대 최병기 교장 부임

## 참고 자료
- 신철원고등학교 - 한국교육학술정보원 학교알리미